# Carsten Bach
Carsten Bach Riis (født i 9. december 1975) er en dansk geolog og politiker. Han har været medlem af Folketinget for Liberal Alliance 2015-19 og igen fra folketingsvalget 2022.

## Baggrund
Carsten Bach blev født den 9. december 1975 i Holstebro som søn af forhenværende lagerarbejder Carl Erik Jensen og pensioneret pædagog Birgit Jensen. Han gik på Nørrelandsskolen i Holstebro i sin folkeskoletid, før han fortsatte på Holstebro Gymnasium og HF via en fireårig Team Danmark-ordning, hvorfra han blev matematisk student i 1995. Efterfølgende var han reserveofficer ved Flyvevåbnets Sergent- og Reserveofficersskole i et år, og i 2003 blev han cand.scient. i anvendt kvartærgeologi fra Aarhus Universitet.
Han er gift med selvstændig fysioterapeut og akupunktør Ann Jette Riis, med hvem han har to børn.

## Politisk karriere
Med 1.931 personlige stemmer fik han et tillægsmandat i Østjyllands Storkreds ved folketingsvalget 2015. I 2019, hvor han stillede op i Fyns Storkreds, blev han ikke valgt ind, men i 2022 fik han med 2.103 personlige stemmer Liberal Alliances enlige mandat i Vestjyllands Storkreds.